# Sileshi Sihine
Sileshi Sihine (født 29. januar 1983 i Sheno, Etiopien) er en etiopisk atletikudøver (langdistanceløber), der vandt sølv på 10.000 meter ved både OL i Athen 2004 og OL i Beijing 2008. I VM-sammenhæng er det også blevet til to sølvmedaljer på samme distance, i Helsingfors i 2005 og i Osaka i 2007.
Sihine vandt desuden sølv på 5000 meter-distancen ved VM 2005.